# Lev Gillet
Lev Gillet (weltlicher Name: Louis Gillett; * 1893 in Saint-Marcellin; † 29. März 1980 in London) war ein französischer orthodoxer Archimandrit und Autor geistlicher Literatur, der fast ausschließlich unter dem Pseudonym un moine de l’Église d’orient bzw. A Monk of the Eastern Church (dt. ein Mönch der Ostkirche) publizierte.

## Leben
Louis Gillet wurde im Jahr 1893 in Saint-Marcellin, einem kleinen Ort am Fluss Isère, in ein bürgerliches Elternhaus geboren und katholisch erzogen. Er studierte in Grenoble und Paris Philosophie. Während seiner Kriegsgefangenschaft im Zuge des Ersten Weltkriegs lernte er bei seinen Mitgefangenen erstmals das russische orthodoxe Christentum kennen. Nach dem Krieg entschied er sich Benediktiner im luxemburgischen Clervaux zu werden, wo er Lambert Beauduin begegnete und sich mit ihm anfreundete. Kurze Zeit später zog er nach England in die Saint Michael’s Abbey in Farnborough. Interessiert an der slawischen Tradition, kam er mit Andrej Scheptyzkyj, Erzbischof von Lemberg und Metropolit der Ukrainischen Griechisch-Katholischen Kirche in der Ukraine, in Kontakt. Dieser weihte ihn in der Ukraine im Studitenkloster Olesko zum Priestermönch mit dem Namen Lev. Da ihn die katholische Haltung zum östlichen Ritus enttäuschte, beschloss er seinen Übertritt zur Orthodoxie und wurde 1928 von Metropolit Jewlogi Georgijewski in Paris aufgenommen. Er wurde fortan Priester der ersten frankophonen orthodoxen Gemeinde in Paris. Als Priester nahm er unter anderem die lutherische Elisabeth Behr-Sigel in die orthodoxe Kirche auf. Mit dieser blieb er zeit seines Lebens befreundet und nach seinem Tod verfasste sie eine umfassende Biographie über Gillet.
Zehn Jahre später (1938) ging er erneut nach England. Bis 1940 wirkte er als Kaplan in einem Wohnheim, wo junge Juden und jüdisch-christliche Flüchtlinge aus Deutschland und Österreich lebten. Nachdem dieses mit der behördlichen Einschätzung seiner Bewohner als „enemy aliens“ geschlossen worden war, erhielt Gillet ein Stipendium durch die Quäkergemeinde, wodurch er jüdische Theologie und jüdisch-christliche Beziehungen studieren konnte. Aus dieser Beschäftigung ging 1942 das Buch Communion in the Messiah hervor. Im Vereinigten Königreich wurde er dann auch 1948 Kaplan des Fellowship of Saint Alban and Saint Sergius, mit dem er bereits vorher verbunden war und lebte im Londoner St. Basil’s House. Sein Vorgänger in dieser Funktion war der spätere Bischof Anthony Bloom. Verschiedene Reisen führten ihn wiederholt aus England heraus, nach Frankreich, in die Schweiz und in den Libanon.
Gillet arbeitete lange für die Union for the Study of Great Religions und zeitweise für den World Congress of Faiths.
Er veröffentlichte eine Reihe von geistlichen Schriften in französischer und englischer Sprache, die ihm eine länderübergreifende Bekanntheit verschafften. Dabei verwendete er weitgehend das Pseudonym un moine de l’Église d’orient bzw. A Monk of the Eastern Church (dt. ein Mönch der Ostkirche). Eine Ausnahme bildet das auf Englisch erschienene Buch Communion in the Messiah, welches sich komparativ mit Judentum befasst. Trotz seiner Konversion vom Katholizismus zur Orthodoxie setzte er sich zeitlebens für eine Vereinigung beider Kirchen ein. Gillet gilt als intensiver Fürsprecher des Jesusgebets.

## Veröffentlichungen (Auswahl)
- Communion in the Messiah. Studies in the Relationship Between Judaism and Christianity. Vorwort von George Bell, Lutterworth Press, London and Redhill 1942.; neueste Auflage: Communion in the Messiah. Studies in the Relationship Between Judaism and Christianity. Vorwort von Mark S. Kinzer, Wipf & Stock, Eugene, Oregon 2013, ISBN 978-1625645920.
- On the Invocation of the Name of Jesus. Fellowship of St. Alban and St. Sergius, London 1950.
  - dt.: Das Jesusgebet. Anleitung zur Anrufung des Namens Jesus von einem Möch der Ostkirche. Hrsgg. und eingeleitet von Emmanuel Jungclaussen, Verlag Friedrich Pustet, Regensburg 1976, ISBN 3791704842; neueste Auflage: 11. Auflage 2025.
- La Prière de Jésus. Sa genèse, et son développement dans la tradition religieuse byzantino-slave. Editions de Chevetogne, Ciney 1951.
  - engl.: The Jesus prayer. Vorwort von Kallistos Ware, St. Vladimir's Seminary Press, Crestwood, NY 1987, ISBN 978-0881410136.
- Jésus, simples regards sur le Sauveur. Éditions de Chevetogne, Chevetogne/Seuil 1959.
  - dt.: Aufblick zum Herrn. Zwiegespräch mit dem Erlöser. Räber Verlag, Luzern 1961.
- Présence du Christ. Éditions de Chevetogne, Chevetogne, 1961.
  - dt.: Gegenwart des Herrn. Vierzehn Betrachtungen. Räber Verlag, Luzern 1962.
- Le Visage de lumière. Éditions de Chevetogne, Chevetogne 1966.
  - dt.: Das leuchtende Antlitz. Biblische Betrachtungen. Räber Verlag, Luzern 1967.
- La colombe et l’agneau. Éditions de Chevetogne, Chevetogne 1979.
  - dt.: Die Taube und das Lamm. Theophano-Verl., Münster 2013, ISBN 978-3-9815495-1-5.
- Introduction à la spiritualité orthodoxe. Un exposé de la tradition orthodoxe ascétique et mystique. Desclée de Brouwer, Paris 1983.
- L’an de grâce du Seigneur. Un commentaire de l’année liturgique byzantine. Les Éd. du Cerf, Paris 1988, ISBN 978-2-2040-2955-1.
  - dt.: Das Jahr der Gnade des Herrn. Eine Einführung in das orthodoxe liturgische Jahr. Theophano-Verlag, Münster 2011, ISBN 978-3-9809338-8-9.